# Coelogyne gongshanensis
Coelogyne gongshanensis é uma espécie de orquídea epífita, família Orchidaceae, originária de Yunnan, na China.